# Maison de Gonzague de Castiglione et Solférino
 (mai 2023).
Si vous disposez d'ouvrages ou d'articles de référence ou si vous connaissez des sites web de qualité traitant du thème abordé ici, merci de compléter l'article en donnant les références utiles à sa vérifiabilité et en les liant à la section « Notes et références ».
 (mai 2023).
La mise en forme du texte ne suit pas les recommandations de Wikipédia : il faut le « wikifier ».
Les points d'amélioration suivants sont les cas les plus fréquents. Le détail des points à revoir est peut-être précisé sur la page de discussion.
- Les titres sont pré-formatés par le logiciel. Ils ne sont ni en capitales, ni en gras.
- Le texte ne doit pas être écrit en capitales (les noms de famille non plus), ni en gras, ni en italique, ni en « petit »…
- Le gras n'est utilisé que pour surligner le titre de l'article dans l'introduction, une seule fois.
- L'italique est rarement utilisé : mots en langue étrangère, titres d'œuvres, noms de bateaux, etc.
- Les citations ne sont pas en italique mais en corps de texte normal. Elles sont entourées par des guillemets français : « et ».
- Les listes à puces sont à éviter, des paragraphes rédigés étant largement préférés. Les tableaux sont à réserver à la présentation de données structurées (résultats, etc.).
- Les appels de note de bas de page (petits chiffres en exposant, introduits par l'outil «  Source ») sont à placer entre la fin de phrase et le point final[comme ça].
- Les liens internes (vers d'autres articles de Wikipédia) sont à choisir avec parcimonie. Créez des liens vers des articles approfondissant le sujet. Les termes génériques sans rapport avec le sujet sont à éviter, ainsi que les répétitions de liens vers un même terme.
- Les liens externes sont à placer uniquement dans une section « Liens externes », à la fin de l'article. Ces liens sont à choisir avec parcimonie suivant les règles définies. Si un lien sert de source à l'article, son insertion dans le texte est à faire par les notes de bas de page.
- La présentation des références doit suivre les conventions bibliographiques. Il est recommandé d'utiliser les modèles {{Ouvrage}}, {{Chapitre}}, {{Article}}, {{Lien web}} et/ou {{Bibliographie}}. Le mode d'édition visuel peut mettre en forme automatiquement les références.
- Insérer une infobox (cadre d'informations à droite) n'est pas obligatoire pour parachever la mise en page.

Pour une aide détaillée, merci de consulter Aide:Wikification.
Si vous pensez que ces points ont été résolus, vous pouvez retirer ce bandeau et améliorer la mise en forme d'un autre article.
La lignée de Castiglione et Solférino est une branche « cadette » de la maison Gonzague.
Les fiefs de Castiglione delle Stiviere et de Solférino faisaient partie des possessions du marquis Jean François de Mantoue qu'il distribua en héritage à ses trois fils. À sa mort en 1444, ces fiefs furent transmis au cadet, Alexandre (avec les fiefs de Castel Goffredo et Medole). Alexandre meurt sans descendance, en 1466 et c'est son frère aîné, Louis III de Mantoue, qui va redistribuer les terres à ses propres fils ; c'est à Rodolphe, le cadet, que les fiefs de Castiglione et Solférino échéront (ainsi que ceux de Luzzara et Povoglio).

Son frère aîné, Frédéric (1440-1484), continuera la lignée des marquis mantouans sous le titre de Frédéric Ier dit le Bossu (1478-1484).

Le puîné, Jean-François (1443-1496), sera le fondateur de la lignée de Sabbioneta et Bozzolo.

Une de ses sœurs, Dorothée deviendra duchesse en épousant le duc de Milan, Galéas Marie Sforza.
Une autre sœur, Barbara, épousera le duc de Wurtemberg, Eberhard Ier.
Rodolphe aura deux fils, Jean-François et Louis-Alexandre, qui continueront respectivement les lignées de Luzzara et de Castiglione, Solférino et de Castel Goffredo.
Le dernier souverain régnant sera Ferdinand III de Castiglione. Le 23 décembre 1691, un soulèvement populaire le força à fuir. L'autorité impériale séquestra ses fiefs en raison de sa mauvaise gestion et, malgré le traité de Rastatt en 1714 qui imposait la restitution de ses terres à son prince légitime, ne les rendit pas. Les Gonzague vécurent en exil à Venise et en Espagne et restèrent prétendants jusqu'en 1772, quand le Prince Luigi (1745-1819), arrière-petit-fils de Ferdinand III, renonça à ses droits en faveur de l'Autriche pour une rente annuelle de 10 000 florins.
La lignée de Castiglione et Solférino s'éteindra avec lui en 1819.

## Descendance de Rodolphe de Castiglione
note : Seules les descendances des hommes de la lignée sont développées. Le cas échéant, les descendances des femmes renvoient vers d'autres généalogies.

abréviations utilisées : NC = Non Connu, SD = Sans Descendance, SDC = Sans Descendance Connue (ou notoire), ca = circa (vers)
```
Rodolphe
 (1452-1495), 
seigneur de Castiglione
, de 
Solférino
 et de 
Luzzara
, 
comte de Rodigo
,
                           vice-roi de Sicile et Milan
x1 1481 Anna Malatesta, fille de Sigismondo, seigneur de Rimini
x2 1484 Caterina Pico (1454-1501), fille de Gianfrancesco, comte de Concordia, seigneur de la Mirandole
│                                    et de Giulia Boiardo de Scandiano
│
├─>Paola (1486-1519)
│  x 1501 Don Giovanni Niccolò Trivulzio, marquis de Vigevano
│
├─>
Jean-François
 (1488-1524), 
co-seigneur de Luzzara
, de 
Castiglione
 et de 
Solférino
 avec son frère
│  │                       Louis-Alexandre de 1495 à 1521, puis seigneur unique de Luzzara (1521-1524)
│  │
│  └─>
lignée de Luzzara

│
├─>Lucrezia (NC-jeune), jumelle de Barbara (SD)
│
├─>Barbara (NC-jeune), jumelle de Lucrezia (SD)
│
├─>Giulia (14931-1544), nonne à Mantoue (SD)
│
├─>
Louis-Alexandre
 (1494-1549), 
co-seigneur de Luzzara
, de 
Castiglione
 et de 
Solférino
 avec son
│                               frère Jean-François de 1495 à 1521, puis seigneur unique
│                               de Castiglione et de Solférino (1521-1549)
│  x1 Ginevra (NC-1540), fille de Niccolò Rangoni, comte de Castelcrescente et Borgofranco
│                           et de Bianca Bentivoglio, sans descendance
│  x2 1540 Caterina (NC-1550), fille du comte Gian Giacomo Anguissola, de Plaisance
│  │                              et d'Angela Tedeschi
│  │
│  ├─>
Ferdinand I
er
 (1544-1586), 
seigneur de Castiglione
 (1549) puis marquis (1579-1586)
│  │  x 1566 Marta Tana (1550-1605), fille de Palatino Baldassarre comte de Santena
│  │  │                                 et d'Anna della Rovere de Vinovo Tedeschi
│  │  │
│  │  ├─>
Louis
 (1568-1591), religieux jésuite, béatifié en 1604,
│  │  │                     canonisé en 1726 : Saint Louis Gonzague
│  │  │
│  │  ├─>
Rodolphe II
 (1569-1593), 
2
e
 
marquis
 de Castiglione
 (1586-1593)
│  │  │  x 1588 Elena (1573-1608), fille de Giovanni Antonio Aliprandi
│  │  │  │
│  │  │  ├─>Cinzia (1589-1649), nonne (SD)
│  │  │  │
│  │  │  ├─>Elena (1590-1593), (SD)
│  │  │  │
│  │  │  ├─>Olimpia (1591-1645), nonne (SD)
│  │  │  │
│  │  │  └─>Gridonia (1592-1650), nonne (SD)
│  │  │
│  │  ├─>Ferdinando (1570-1577), (SD)
│  │  │
│  │  ├─>Carlo (1572-1574), (SD)
│  │  │
│  │  ├─>Isabella (1574-1593), demoiselle à la cour d'Espagne (SD)
│  │  │
│  │  ├─>Angela
│  │  │
│  │  ├─>Luigia
│  │  │
│  │  ├─>
François
 (1577-1616), 
3
e
 
marquis
 de Castiglione
 (1593-1616),
│  │  │                           seigneur de 
Castel Goffredo
 (1593-1600) puis de 
Medole
 (1600-1616)
│  │  │  x 1598 Bibiana (1584-1616), fille de Wratislaw, baron von Pernstein et de Maria de Mendoza
│  │  │  │
│  │  │  ├─>Maria Marta Polissena (1602-1613), (SD)
│  │  │  │
│  │  │  ├─>Luigia Eusebia (1603-NC), nonne à Milan (SD)
│  │  │  │
│  │  │  ├─>Polissena (1606-NC), nonne à Milan (SD)
│  │  │  │
│  │  │  ├─>Luigi (1608-1609) (SD)
│  │  │  │
│  │  │  ├─>Maria Luigia Eusebia (1610-NC) (SDC)
│  │  │  │
│  │  │  ├─>
Louis I
er
 (1611-1636), 
4
e
 
marquis
 de Castiglione
 (1616-1636) et 
seigneur de Medole

│  │  │  │  x Laura del Bosco (1610-1664), fille de Don Vincenzo del Bosco, duc de Misilmeri
│  │  │  │  │                                 et de Donna Giovanna Isfar et Gaetani
│  │  │  │  │
│  │  │  │  ├─>Bibiana (1633-jeune), (SD)
│  │  │  │  │
│  │  │  │  ├─>Francesco (1634-1636), (SD)
│  │  │  │  │
│  │  │  │  ├─>Giovanna (1635-1695)
│  │  │  │  │  x 1656 Prince Carlo II Doria del Carretto, duc de Tursi et Prince d'Avella
│  │  │  │  │
│  │  │  │  └─>Luigia (1636-1640), (SD)
│  │  │  │
│  │  │  ├─>Giovanna (1612-1668)
│  │  │  │  x1 1626 Giorgio Adamo comte von Martinicz (1602-1651)
│  │  │  │  x2 1655 Prince Diego de Zapata, grand chancelier du duché de Milan
│  │  │  │
│  │  │  ├─>
Prince 
Ferdinand II
 (1614-1675), 
5
e
 
marquis
 de Castiglione
 et 
seigneur de Medole
 en 1636,
│  │  │  │                                   fait Prince de Castiglione et marquis de Medole en 1659
│  │  │  │  x 1644 Princesse Olimpia (1626-NC), fille de Don Giampaolo II Sforza, marquis de Caravaggio
│  │  │  │  │                                      et de Maria Aldobrandini
│  │  │  │  │
│  │  │  │  ├─>Luigi (1646-1650), (SD)
│  │  │  │  │
│  │  │  │  ├─>Bibiana (1650-1717)
│  │  │  │  │  x 1671 Prince Don Carlo Filiberto d’Este, marquis de Borgomanero
│  │  │  │  │
│  │  │  │  └─>Princesse Luigia (1653-1715)
│  │  │  │     x 1667 
Frédéric
 cf. 
lignée de Luzzara

│  │  │  │
│  │  │  └─>Ginevra (NC) (SDC)
│  │  │
│  │  ├─>
Christian
 (1580-1657), 
seigneur de Solférino
 en 1593
│  │  │  x Marcella (NC-1630), fille d'Alfonso Malaspina, marquis de Castel dell’Aquila
│  │  │  │                        et de Ginevra Marioni
│  │  │  │
│  │  │  ├─>C1.Luigia (1611-1630) (SD)
│  │  │  │
│  │  │  ├─>Prince 
Charles
 (1616-1680), 
seigneur de Solférino
 en 1657,
│  │  │  │                              
2
e
 Prince de Castiglione
 et 
2
e
 
marquis
 de Medole
 en 1675
│  │  │  │  x 1643 Isabella (ca 1611-1708), fille du comte Lelio Martinengo et d'Elena Furietti
│  │  │  │  │
│  │  │  │  ├─>Princesse Eleonora (* 9-7-1647 + Milano 20-12-1720), Patrizia Veneta.
│  │  │  │  │  x Prince Girolamo Talenti Fiorenza, marquis de Conturbia
│  │  │  │  │
│  │  │  │  ├─>
Ferdinand III
 (1648-1723), 
3
e
 Prince de Castiglione
,
│  │  │  │  │                             
3
e
 
marquis
 de Medole
 et 
seigneur de Solférino
 en 1680
│  │  │  │  │  x 1680 Princesse Laura (1660-1720), fille du Prince Alessandro II Pico de la Mirandole
│  │  │  │  │  │                         et d'Anna Beatrice d’Este, Princesse de Modène et de Reggio
│  │  │  │  │  │
│  │  │  │  │  ├─>Prince 
Louis II
 (1680-1768), prétendant au trône de Castiglione (1723-1768)
│  │  │  │  │  │  x 1715 Marianna, fille du comte Leandro Anguissola et de Maria Francesca Donati
│  │  │  │  │  │  │
│  │  │  │  │  │  ├─>Prince Leopoldo (1716-1760), général de l'armée vénitienne
│  │  │  │  │  │  │  x Elena Medin, fille du comte de Lastua, hongrois
│  │  │  │  │  │  │  │
│  │  │  │  │  │  │  ├─>Prince 
Louis III
 (1745-1819), prétendant au trône de Castiglione (1768-1772)
│  │  │  │  │  │  │  │  x Elisabetta Costanza Rangoni (NC-1832), fille d'un banquier de Marseille
│  │  │  │  │  │  │  │
│  │  │  │  │  │  │  └─>Princesse Laura (NC)
│  │  │  │  │  │  │     x Arduino Dandolo
│  │  │  │  │  │  │
│  │  │  │  │  │  ├─>Prince Carlo (1718-1755), moine ermite (SD)
│  │  │  │  │  │  │
│  │  │  │  │  │  └─>Princesse Elisabetta (1728-NC)
│  │  │  │  │  │     x Bartolomeo Violini, da Ceneda
│  │  │  │  │  │
│  │  │  │  │  ├─>Prince Carlo (1682-1704) (SD)
│  │  │  │  │  │
│  │  │  │  │  ├─>Prince Francesco (1684-1758), gentilhomme de la chambre du roi d'
Espagne
,
│  │  │  │  │  │                                premier majordome de la 
duchesse de Parme
,
│  │  │  │  │  │                                premier majordome de la reine d'Espagne
│  │  │  │  │  │  x1 1716 dona Isabel, fille de don Manuel Ponce de Léon y Fernandez de Cordoba
│  │  │  │  │  │                          et de dona Maria Guadalupe de Lancastre
│  │  │  │  │  │  x2 1722 Donna Giulia Litteria Caracciolo(705-1756), fille de Don Carmine Niccolò
│  │  │  │  │  │  │                                            et de Donna Giovanna Costanza Ruffo
│  │  │  │  │  │  │
│  │  │  │  │  │  ├─>Princesse Maria Luigia (1726-1773)
│  │  │  │  │  │  │  x 1741 Don Gioacchino Atanasio Pignatelli Aragona Cortez, comte de Fuentes
│  │  │  │  │  │  │
│  │  │  │  │  │  ├─>Princesse Maria Laura (1728-jeune) (SD)
│  │  │  │  │  │  │
│  │  │  │  │  │  ├─>Princesse Costanza (1729-NC), nonne à Madrid (SD)
│  │  │  │  │  │  │
│  │  │  │  │  │  ├─>Princesse Maria Francesca Saveria (1731-1757), (SDC)
│  │  │  │  │  │  │  x 1747 don Pedro d’Alcantara Fernandez de Cordoba y de la Cerda
│  │  │  │  │  │  │
│  │  │  │  │  │  ├─>Princesse Maria Antonia Dorotea (1735-1801)
│  │  │  │  │  │  │  x 1754 don Antonio Maria José Alvarez de Toledo y Pérez de Guzman (1716-1773),
│  │  │  │  │  │  │                          duc de Ferrandina et marquis de Villafranca de Bierzo
│  │  │  │  │  │  │
│  │  │  │  │  │  ├─>Prince Filippo Luigi (1738-1740) (SD)
│  │  │  │  │  │  │
│  │  │  │  │  │  ├─>Prince Filippo Antonio (1740-1762) (SD)
│  │  │  │  │  │  │
│  │  │  │  │  │  └─>Princesse Maria Micaela (1745-1777)
│  │  │  │  │  │     x 1758 don Manuel Bernardino de Carvajal y Zuniga (1739-1783)
│  │  │  │  │  │
│  │  │  │  │  └─>Prince Almerigo (* 1-2-1686 + 23-8-1772), abbé de San Giorgio (SD)
│  │  │  │  │
│  │  │  │  ├─>Prince Luigi (1650-1720), jésuite (SD)
│  │  │  │  │
│  │  │  │  ├─>Prince Francesco (1652-ap.1691) (SDC)
│  │  │  │  │
│  │  │  │  ├─>Princesse Marcella (1655-1710), nonne à Castiglione (SD)
│  │  │  │  │
│  │  │  │  ├─>Prince Cristierno (1655-1743), maréchal de camp espagnol, gouverneur de 
Pavie

│  │  │  │  │  x 1717 Margherita Barbara, fille de Ludovico comte Laugem (nonne à 
Ancône
) après 1743)
│  │  │  │  │  │
│  │  │  │  │  └─>Prince Carlo Luigi Leopoldo (1719-1731) (SD)
│  │  │  │  │
│  │  │  │  └─>Princesse Luigia (1661-NC)
│  │  │  │  .  x 1678 Marquis Ippolito Malaspina, de Vérone
│  │  │  │  .
│  │  │  │  . x ?
│  │  │  │  │
│  │  │  │  ├─>Carlo (NC-1740), enfant naturel, capucin à Milan (SD)
│  │  │  │  │
│  │  │  │  └─>Luigi, enfant naturel (NC) (SDC)
│  │  │  │
│  │  │  └─>Francesco (1618-1630) (SD)
│  │  │
│  │  └─>Diego (1582-1597), mort assassiné (SD)
│  │
│  ├─>
Horace
 (1545-1589), 
seigneur de Solférino
 (SD)
│  │  x 1568 Paola, fille de Pietro Martinengo delle Palle
│  │
│  └─>
Alphonse
 (NC-1592), 
seigneur de Castel Goffredo
, mort assassiné à Gamberedolo
│     x 1567 Ippolita, fille de Cesare Maggi, de Milan
│     │
│     ├─>Ferdinando (NC-jeune) (SD)
│     │
│     ├─>Caterina (NC)
│     │  x 1596 Carlo Emanuele Teodoro Trivulzio, comte de Melzo
│     │
│     ├─>Maria, Patrizia Veneta, nonne (SD)
│     │
│     ├─>Angelica, Patrizia Veneta, nonne (SD)
│     │
│     └─>Luigia, Patrizia Veneta, nonne (SD)
│     .
│     x Isabel Carvajal
│     │
│     └─>Luigi (NC), enfant naturel (SDC)
│
├─>Ettore (NC), enfant naturel
│  x Cornelia da Correggio Visconti, fille de Niccolò II, comte de Correggio et de Cassandra Colleoni
│  │
│  ├─>Rodolfo (NC (SDC)
│  │
│  ├─>Cassandra (NC
│  │  x Gabriele Ferrari de Crémone
│  │
│  └─>Barbara (NC)
│     x  Costantino Greco
│
├─>Domitilla, enfant naturelle, chanoinesse à San Giorgio (SD)
│
└─>Angelica, enfant naturelle, chanoinesse à San Giorgio (SD)
```